# Gunung Lobangan
Gunung Lobangan är ett berg i Indonesien.   Det ligger i provinsen Sumatera Utara, i den västra delen av landet, 1 500 km nordväst om huvudstaden Jakarta. Toppen på Gunung Lobangan är 1 582 meter över havet.
Terrängen runt Gunung Lobangan är bergig västerut, men österut är den kuperad. Runt Gunung Lobangan är det glesbefolkat, med 10 invånare per kvadratkilometer. Det finns inga samhällen i närheten. I omgivningarna runt Gunung Lobangan växer i huvudsak städsegrön lövskog.